# Cul de poule

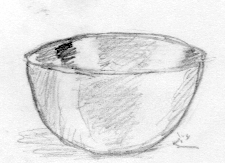
Dessin de cul-de-poule

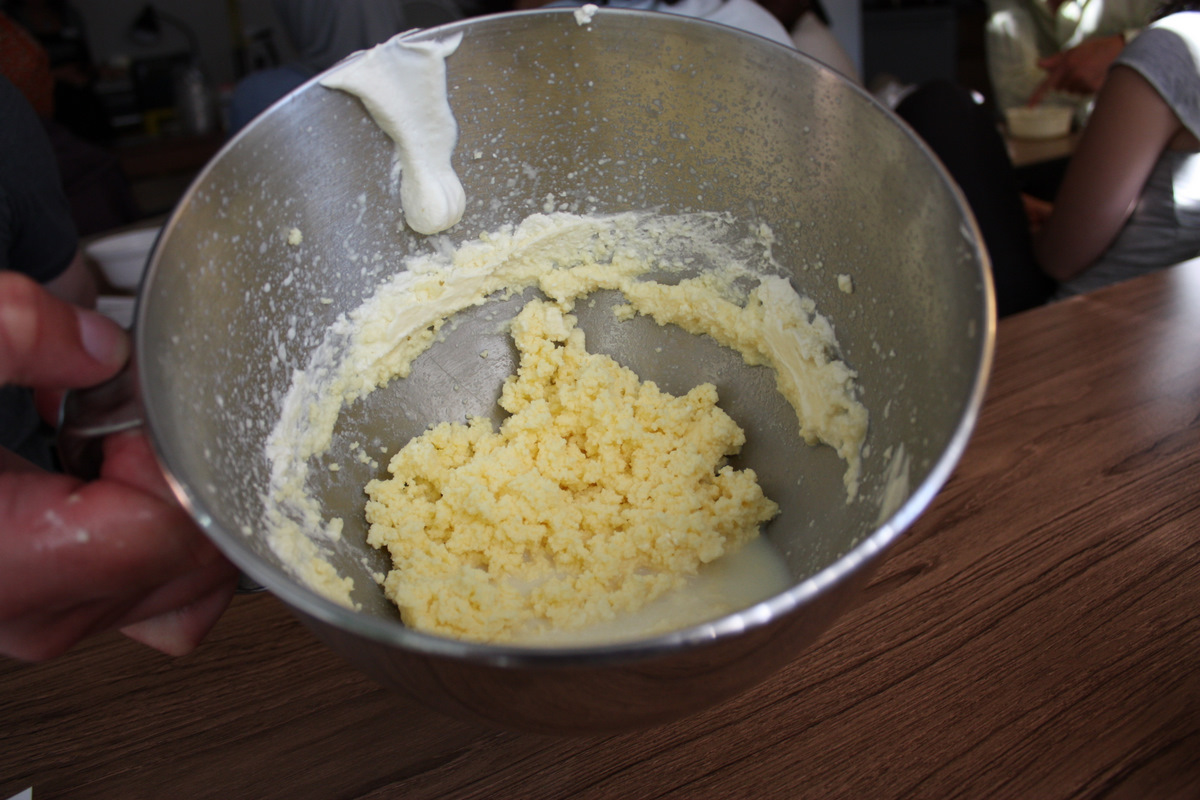
Cul de poule et mélange

Le cul de poule (ou cul-de-poule) est un récipient généralement en inox. Il a la forme d'un hémisphère, comme un saladier avec un fond arrondi. Il peut être muni d'une base plate permettant de le poser sur le plan de travail. Il est utilisé dans la confection de toutes les préparations à mélanger en cuisine et en pâtisserie ; sa forme hémisphérique facilite l'utilisation du fouet pour bien mélanger les ingrédients. Il peut aussi être en aluminium, en cuivre étamé, en laiton, en matière plastique ou en verre.